# Марк Юниан Юстин
Вижте пояснителната страница за други личности с името Юстин.
Марк Юниан Юстин или само Юстин (на латински: Marcus Iunianus Iustinus; Justinus, Justin) е римски историк от 3 век.
Автор е на историческото произведение на латински Historiarum Philippicarum libri XLIV, което съдържа сбирка от най-важните пасажи на голямата история Historiae Philippicae на Помпей Трог от времето на император Август.
Произведението се е загубило, употребявано е много обаче през Средновековието и той често е бъркан с Юстин (философ и раннохристиянски мъченик).